# 일본국 헌법
일본국 헌법(日本國憲法, 일본어: 日本国憲法 にほんこくけんぽう[*])은 일본의 헌법이다. 주로, 언론이나 서적들에서 평화 헌법(平和憲法) 또는 전후 헌법(戰後憲法) 이라고 한다.

## 개요
일본 의회나 내각 등 국가 조직 체계를 규정하고 있고 기본권도 보장하고 있다.
제2차 세계 대전을 끝낸 포츠담 선언에 따라, 일본의 주권은 종전과 동시에 GHQ에 의해 박탈되었다. 1946년 2월 13일 GHQ가 개헌 지침과 새로운 국가 이름인 "일본국"(日本国)을 발표했으며, 개헌 절차를 거쳐 일본국 헌법은 1946년 11월 3일에 공포되었고, 1947년 5월 3일부터 시행되었다. 시행 후 한 번도 개정하지 않았으며, 한자 표기는 당시 옛 한자체이고, 1947년 5월 3일은 에도 막부 소멸 날(1868년 5월 3일)로부터 정확하게 79년 째 날이었다.
천황을 ‘국가의 상징이자 일본 국민 통합의 상징’로 규정하고 있으며, 천황은 국사행위 등 일부 권한만 있는 상징 천황제를 채택하였으며, 기본권 존중을 기하기 위한 국회·내각·재판소 등 국가 조직과 기본적 질서를 규정하고 있다. 또한 제9조에서는 “전쟁의 포기, 전력의 불보유, 교전권의 부인”을 명시하고 있어 일명 "평화 헌법"(平和憲法) 또는 "전후 헌법"(戰後憲法)으로도 불린다.

## 일본국 헌법의 제정
1945년 9월 2일, 포츠담 선언 체결로 GHQ가 일본 제국을 점령하고서 주권을 박탈했다. 이어 더글러스 맥아더를 사령관으로 하는 GHQ는 일본 제국 헌법의 개정을 요구했고, 정부는 마쓰모토 조지를 위원장으로 하는 헌법문제조사위원회를 구성하여 헌법 개정을 논의했다. 이어 마쓰모토 위원회 안이 심의를 통해 마쓰모토 안(헌법개정요강)으로 총사령부에 제출했지만, 제국헌법과 큰 차이를 보이지 않는 마쓰모토 안을 전면적으로 거부한 총사령부는 1946년 2월 13일에 총사령부 초안, 이른바 맥아더 초안을 일본 정부에 제시하였다.
이에 기초하여 일본안(3월 2일안)을 작성했다. 그 후 일본안을 기초로 하여 헌법개정초안요강(3월 6일안)을 국민에게 공표했다. 4월 10일에는 제22회 일본 중의원 의원 총선거를 시행했고, 선거가 끝나자 정부는 4월 17일에 요강을 법문화한 헌법 개정 초안을 공표하였다. 이어 4월 22일부터 추밀원의 헌법 개정안 심사를 시작해 6월 8일에 통과했으며, 6월 20일에 정부는 일본 제국 헌법 제73조 개헌 절차를 밟아 헌법 개정안을 중의원에 제출하였다. 중의원에서 약간의 수정을 거쳐 8월 24일에 통과된 개정안은, 이어 귀족원에서도 약간의 수정을 거쳐 10월 6일에 통과되었고, 다음날인 10월 7일 중의원은 귀족원의 수정에 동의하여 일본 제국의회에서 수속을 완료했다. 개정안은 다시 추밀원 심의를 거쳐 히로히토 천황 재가를 얻었다. 11월 3일, 제국 헌법 개정안은 일본국 헌법으로 이름을 바꾸어 공포했으며, 1947년 5월 3일에 시행했다.

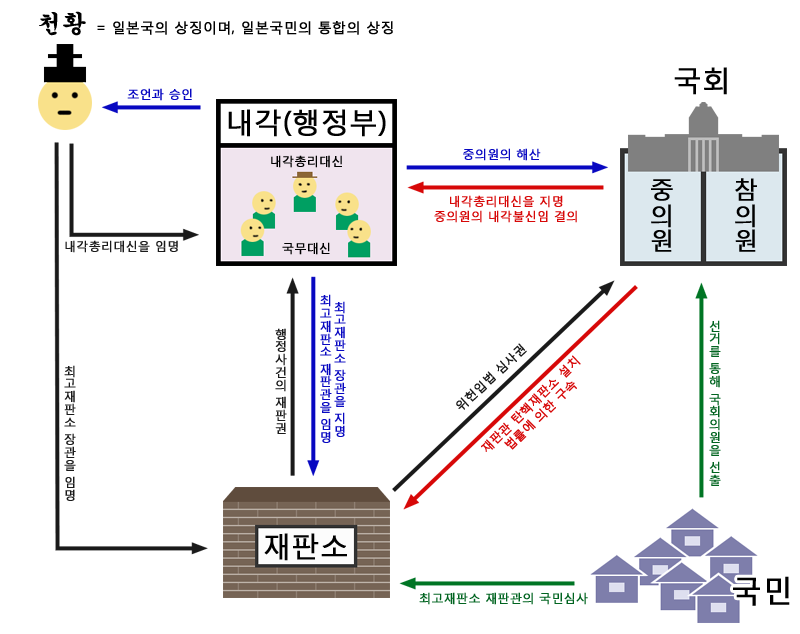
일본국 헌법 하의 통치 기구도

지금 귀족원의 수정안에 대한 본원의 통과를 얻어 제국 헌법 개정안은 이제 확정에 이르렀습니다. (박수) 이 기회에 정부를 대표하여 한 마디 인사를 드리고자 하는데, 이번 안은 3개월 남짓에 걸친 중의원 및 귀족원의 열성·신중한 심의를 거친 만큼 적절한 수정도 더하는 과정을 거쳐, 이제 신일본 건설의 초석이 되기에 알맞은 헌법 개정안의 확정을 보게 되었으니, 국민 여러분과 함께 진실된 기쁨을 느끼지 않을 수 없습니다. (박수) 생각해보면 신일본 건설이라는 대목적을 달성하고 이 헌법이 이상(理想)으로 하는 것을 실현하기 위해서는 앞으로 국민을 받들 절대적인 노력을 각오하지 않을 수 없으며, 정부는 진정으로 국민 여러분과 일체가 되어 이러한 대목적 달성에 매진하겠다는 각오입니다. 그리고 여러분이 긴 시간 동안 수고해 주신 것에 대한 감사의 뜻을 표명하면서 제 소회를 마치고 인사를 올리겠습니다. (박수)
— 1946년 (쇼와 21년) 10월 7일에 열린 중의원 본회의에서 요시다 시게루 내각총리대신이 한 연설

오늘, 일본국 헌법을 공포하였다.
이 헌법은 제국 헌법을 전면 개정한 것으로, 국가 재건의 기초를 인류 보편의 원리에 따라 자유롭게 표명된 국민의 총의에 따라 확정한 것이다. 즉, 일본 국민은 스스로 전쟁을 포기하고 전 세계에 정의와 질서를 기조로 하는 영원한 평화가 실현되기를 염원하며, 항상 기본적 인권을 존중하고 민주주의에 기초해 국정을 운영해 나가기로 한 것이다.
짐은 국민과 함께 전력을 다하여 서로 화합하여 이 헌법을 바르게 운용하고, 절도(節度) 및 책임을 존중하며, 자유와 평화를 사랑하는 문화 국가를 건설하도록 노력하고자 한다.
— 쇼와 천황의 일본국 헌법 공포, 1946년 (쇼와 21년) 11월 3일

## 기본 원리 및 이념
일본국 헌법의 기본 원리로는, 일본 제국 헌법에서의 천황 주권론에서 이른바 상징 천황으로 일컬어지는 천황의 상징화와 함께 두각된 민주주의와 함께 헌법 9조로 대표되는 평화주의가 대표적이다. 일본국 헌법에서의 민주주의의 요소로는 국민주권주의와 권력 분립, 그리고 국민의 기본적 인권의 존중 및 보장을 꼽을 수 있다.

### 민주주의
민주주의가 일본국 헌법의 기본 원리라는 데에는 이견이 없다. 그리고 헌법 및 정치 제도에서 민주주의는 국민주권과 권력분립이라는 양대 요소로 나타나며, 이에서 파생되는 국민의 기본적인 인권을 존중하여 국가의 지배에 국민의 의사를 바탕으로 하도록 하고 있다.

#### 국민주권
주권은 일반적으로 국가권력의 속성으로서 독립성 또는 최고성의 의미를 갖거나, 주권이 미치는 범위로서 영토권과 영토고권의 동의어로 사용된다. 전자의 의미로는 일본이 대외적으로는 다른 국가에 종속되지 않고 독립한다는 의미와 함께, 대내적으로 여러 단체에 대하여 국가 이상의 단체가 없다. 후자의 의미로는 일본의 영토, 즉 포츠담 선언에서의 “일본국의 주권은 혼슈, 홋카이도, 규슈 및 시코쿠와 함께 우리가 결정하는 여러 작은 섬에 국한된다”라고 정하고 있는 범위에서 일본이 영토권을 갖는다는 의미이다.
뿐만 아니라 이러한 주권은 천황이나 기타의 제도에서 파생되는 것이 아니라, 국민을 궁극적인 연원으로 삼고 있다. 이러한 내용은 국민에 의하여 선출되는 국회(참의원과 중의원)라는 제도로 대표된다.

### 평화주의
일본 특유의 평화주의를 대표하는 헌법 조항은 일본국 헌법 제 2장 9조에 기술되어 있다.
1. 일본국민은 정의와 질서를 기조로 하는 국제 평화를 성실히 희구하고, 국권의 발동에 의거한 전쟁 및 무력에 의한 위협 또는 무력의 행사는 국제분쟁을 해결하는 수단으로서는 영구히 이를 포기한다.
2. 전항의 목적을 성취하기 위하여 육해공군 및 그 이외의 어떠한 전력도 보유하지 않는다. 국가의 교전권 역시 인정치 않는다.

## 구성
- 상유
- 전문
- 제1장 천황
- 제2장 전쟁의 포기
- 제3장 국민의 권리와 의무
- 제4장 국회
- 제5장 내각
- 제6장 사법
- 제7장 재정
- 제8장 지방 자치
- 제9장 개정
- 제10장 최고 법규
- 제11장 보칙

## 같이 보기
- 천황제 폐지론
- 일본 제국 헌법 (일본 제국)
- 무가 제법도 (도쿠가와 막부)
- 오나리패 식목 (가마쿠라 막부)